# De zotte morgen
De zotte morgen is een Nederlandstalig lied van de Vlaamse kleinkunstzanger Zjef Vanuytsel uit 1970.
Het beschrijft op een filmische wijze de dreigende vervreemding die van de stad uitgaat. Vanuytsel schreef het tijdens zijn architectuurstudies te Brussel.
Het nummer behoort tot het Vlaams cultureel erfgoed.
Hoewel De zotte morgen niet als single werd uitgebracht, behoort het tot de bekendste werken uit zijn oeuvre. Het verscheen op zijn gelijknamige album De zotte morgen.

## Meewerkende artiesten
- Roland Verlooven (producer)
- Paul Leponce (technicus)
- Zjef Vanuytsel (zang)